# Флора Даффі
Флора Даффі (англ. Flora Duffy, нар. 30 вересня 1987) — бермудська тріатлоністка, олімпійська чемпіонка 2020 року, перша олімпійська чемпіонка в історії своєї країни.

## Виступи на Олімпіадах
| Олімпіада           | Дисципліна | Місце |
| ------------------- | ---------- | ----- |
| Пекін 2008          | тріатлон   | DNF   |
| Лондон 2012         | тріатлон   | 45    |
| Ріо-де-Жанейро 2016 | тріатлон   | 8     |
| Токіо 2021          | тріатлон   | 1     |
| Париж 2024          | тріатлон   | 5     |